# Cryptogrammoideae
Cryptogrammoideae,  potporodica papratnjača, dio porodice bujadovki. Pripada joj 3 priznata roda sa 35 vrsta,

## Rodovi
1. Coniogramme Fée (26 spp.)
2. Cryptogramma R. Br. (8 spp.)
3. Llavea Lag. (1 sp.)